# Rue Flandres-Dunkerque-40
La rue Flandres-Dunkerque-40 est une voie de Nantes, en France.

## Situation et accès
Située dans le centre-ville de Nantes, la rue Flandres-Dunkerque-40, qui relie le quai de la Fosse à la rue Voltaire, est rectiligne, bitumée et ouverte à la circulation automobile. Elle rencontre les rues Montaudouine, Maurice-Sibille, du Bâtonnier-Guinaudeau, d'Alger et de Bréa.

## Origine du nom
La rue commémore la bataille de Dunkerque qui s'est déroulée du 20 mai au 4 juin 1940.

## Historique
Le percement de la rue est projeté à la fin du XVIIIe siècle, entamé au début du XIXe siècle et achevé en 1840.
En 1827, une école d'hydrographie, couplée à un observatoire astronomique de la Marine, est construite au no 18 de la rue, qui est choisie pour être un des lieux les plus élevés de la ville. La préparation de cette installation accélère les travaux d'aménagement de la voie en 1826.
Cette école ferme en 1887. En 1893, la première bourse du travail de Nantes s'y installe. En 1913, c'est un cinéma (l'Omnia Dobrée) qui s'installe à cette adresse, avant que la Caisse d'épargne ne rachète le bâtiment à la fin du XXe siècle.
La voie, qui a d'abord porté le nom de « rue de Flandres », est rebaptisée « rue Flandres-Dunkerque-40 ».
En 1946, les travaux d'aménagement du tunnel ferroviaire de Chantenay, qui croise la rue au niveau de la jonction avec les rues de Bréa et d'Alger, sont entamés. Cette partie est souterraine, et achevée en 1950.